# Kiarasari (Sukajaya)
Kiarasari is een bestuurslaag in het regentschap Bogor van de provincie West-Java, Indonesië. Kiarasari telt 8180 inwoners (volkstelling 2010).